# Ceratosebacina
Ceratosebacina D.P. Rogers – rodzaj grzybów z rzędu uszakowców (Auriculariales).

## Systematyka i nazewnictwo
Pozycja w klasyfikacji według Index Fungorum
Incertae sedis, Auriculariales, Auriculariomycetidae, Agaricomycetes, Agaricomycotina, Basidiomycota, Fungi.
Gatunki
- Ceratosebacina calospora (Bourdot & Galzin) P. Roberts 1998 – tzw. łojek długozarodnikowy
- Ceratosebacina longispora (Hauerslev) P. Roberts 1993
- Ceratosebacina prolifera (D.P. Rogers) P. Roberts 1999

Nazwy naukowe na podstawie Index Fungorum. Nazwa polska według W. Wojewody.